# The Beatles Collection
The Beatles Collection es una caja recopilatoria contiene la discografía de 1963 a 1970 de la banda de rock The Beatles lanzada en noviembre de 1978 en Estados Unidos. El conteniendo de la caja contiene las canciones en estéreo, y un nuevo álbum recopilatorio llamado Rarities. El lanzamiento por Capitol Records contiene los doce álbumes originales de la banda de la discografía británica , con una versión estadounidense Rarities. La versión estadounidense de Rarities difiere a la de su homólogo británico, ya que incluye las versiones publicadas anteriormente del idioma inglés de "She Loves You" y "I Want To Hold Your Hand". La edición estadounidense de la caja recopilatoria fue una edición limitada de sólo 3.000 ejemplares numerados. La disponibilidad limitada del lanzamiento estadounidense resultó en el estreno británico haciéndose popular como una importación en los EE. UU.
La caja recopilatoria no incluye una serie de grabaciones de The Beatles, incluyendo las publicadas en el álbum Magical Mystery Tour. El álbum fue lanzado en los Estados Unidos en 1967, pero no se contaba como catálogo oficial del grupo porque no se publicó en el Reino Unido hasta 1976. La colección también dejó de incluir los sencillos que habían sido previamente publicado en la compilación de paquetes individuales, 1962-1966 y 1967-1970. 
Junto con los LP, la colección también incluye los insertos que figuran en los álbumes individuales, incluida la hoja recortable de cartón en Sgt. Pepper's Lonely Hearts Club Band y las fotos y los carteles en el álbum The Beatles.
Audiophile compañía de Mobile Fidelity Sound Lab dio a conocer una caja similar lanzada en 1981 llamado Beatles - The Collection consta de las doce versiones de los álbumes británicos (Rarities no fue incluido) cambiando las grabaciones originales de los Estudios Abbey Road utilizando una técnica llamada "Half Speed Mastering". El conjunto fue muy aclamado por su precisión de sonido, y sólo unos 10 000 fueron lanzados.

## Lista de álbumes
| Álbum                                 | Discográfica                                                                               | Fecha de lanzamiento     | Posición en listas |
| ------------------------------------- | ------------------------------------------------------------------------------------------ | ------------------------ | ------------------ |
| Please Please Me                      | Parlophone Records PCS 3042                                                                | 22 de marzo de 1963      | 1                  |
| With the Beatles                      | Parlophone Records PCS 3045                                                                | 22 de noviembre de 1963  | 1                  |
| A Hard Day's Night                    | Parlophone Records PCS 3058                                                                | 10 de julio de 1964      | 1                  |
| Beatles for Sale                      | Parlophone Records PCS 3062                                                                | 4 de diciembre de 1964   | 1                  |
| Help!                                 | Parlophone Records PCS 3071                                                                | 6 de agosto de 1965      | 1                  |
| Rubber Soul                           | Parlophone Records PCS 3075                                                                | 3 de diciembre de 1965   | 1                  |
| Revolver                              | Parlophone Records PCS 7009                                                                | 5 de agosto de 1966      | 1                  |
| Sgt. Pepper's Lonely Hearts Club Band | Parlophone Records PCS 7027                                                                | 1 de junio de 1967       | 1                  |
| The Beatles (The White Album)         | Apple Records PCS 7067/8                                                                   | 22 de noviembre de 1968  | 1                  |
| Yellow Submarine                      | Apple Records PCS 7070                                                                     | 17 de enero de 1969      | 3                  |
| Abbey Road                            | Apple Records PCS 7088                                                                     | 26 de septiembre de 1969 | 1                  |
| Let It Be                             | Apple Records PCS 7096                                                                     | 8 de mayo de 1970        | 1                  |
| Rarities                              | Parlophone Records PSLP 261 (edición Británica) Capitol SPRO-8969 (edición estadounidense) | 2 de diciembre de 1978   | 71                 |